# Суарес Дебаттиста, Мартин
Мартин Эдуардо Суарес Дебаттиста (исп. Martín Eduardo Suárez Debattista; род. 16 июня 2004, Монтевидео) — уругвайский футболист, полузащитник клуба «Монтевидео Уондерерс».

## Клубная карьера
Суарес — воспитанник клуба «Монтевидео Уондерерс». 12 марта 2021 года в матче против «Пласа Колония» он дебютировал в уругвайской Примере. 